# Monetta (Caroline du Sud)
Pour les articles homonymes, voir Monetta.
Monetta est une ville des comtés d'Aiken et de Saluda, dans l'État de la Caroline du Sud, aux États-Unis,. En 2010, elle compte une population de 236 habitants.

## Démographie
Lors du recensement de 2010, la ville comptait une population de 236 habitants, tandis qu'en 2019, elle est estimée à 240 habitants.